# Віллі Герольд
Віллі Пауль Герольд (нім. Willi Paul Herold; (11 вересня 1925 , Лунценау, Саксонія  — 14 листопада 1946 , Вольфенбюттель, Нижня Саксонія ) — німецький солдат, єфрейтор вермахту. Дезертир, самозванець і воєнний злочинець, який разом з декількома підручними був визнаний винним у вбивстві близько 170 людей в останні тижні Другої світової війни в Європі. 
Також відомий як «Емсландський кат».

## Біографія
Син покрівельника. Навчався в технічній школі в Хемніці, потім пішов освоювати професію сажотруса. У 1936 році був виключений з Юнгфолька за відмову взяти участь в тренуваннях. Трохи пізніше був призваний в Імперську службу праці.
30 вересня 1943 року Віллі Герольд у званні рядового був призваний у Вермахт, після підготовки в елітних парашутних військах на тренувальній базі в Тангермюнде він був направлений до Італії. Брав участь зі своїм підрозділом в Анціо-Неттунській операції і битві при Монте-Кассіно. У березні 1945 року підрозділ Герольда відступив до Західної Німеччини.
3 квітня 1945 року Віллі Герольд в районі Гронау дезертував зі свого підрозділу, кілька днів він самотньо переховувався, і, як зізнався сам, кілька разів ледь не був спійманий польовою жандармерією, поки нарешті в районі Бентгайм випадково не натрапив на покинутий автомобіль, в якому виявив уніформу гауптмана Люфтваффе, після чого переодягнувшись офіцером, він придумав легенду, згідно з якою за «особистим дорученням фюрера» був направлений в тил, для «збору інформації про стан справ і наведення законності та порядку».
Зібравши завдяки офіцерській уніформі під своїм командуванням 12 відсталих від своїх частин солдатів він разом з ними 11 квітня 1945 прибув у табір «Ашендорфермур» для дезертирів та німецьких солдатів, які скоїли злочини. Там з 11 по 19 квітня 1945 року, Герольд, нібито «наділений фюрером необмеженими повноваженнями» провів ряд «прискорених військово-польових судів» і за його наказом протягом восьми днів було вбито, в тому числі із застосуванням зенітного кулемета і штурмових гранат, від 90 до 125 в'язнів табору, щонайменше кількох Герольд «стратив» особисто. В ніч з 18 на 19 квітня 1945 року табір піддався серйозному авіанальоту Британських ВПС, в результаті чого повністю був зруйнований. При бомбардуванні загинуло ще близько 50 ув'язнених і працівників табору, а вцілілі зуміли втекти. 
Віллі Герольд зі своєю групою покинули зруйнований табір, попрямувавши на схід. Протягом наступного тижня вони зробили ще ряд воєнних злочинів, в тому числі повішення і грабіж будинку фермера, вивісили білий прапор в околицях Папенбурга, а в Лері, після 10-хвилинного «суду» за «шпигунство на користь ворога» були страчені п'ятеро голландців. Нарешті в ніч з 27 на 28 квітня 1945 група Герольда була роззброєна в Аурісі загоном польової жандармерії. Обман викрили й всіх учасників «групи Герольда», включаючи самого Віллі Герольда, помістили під арешт, проте нацистський суд в метушні останніх днів війни виправдав всіх і вони були звільнені.
Віллі Герольд зумів приїхати у Вільгельмсгафен, де почав працювати за своєю прямою спеціальністю, однак уже через кілька тижнів (23 травня 1945) був затриманий окупаційною адміністрацією за крадіжку буханця хліба і поміщений під арешт. Однак незабаром стали з'являтися численні свідки воєнних злочинів, скоєних групою Герольда. Британці ідентифікували Віллі Герольда як головного винуватця в скоєнні без суду вбивства 125 в'язнів табору, а також інших численних воєнних злочинах: вбивств, грабежів і мародерства, скоєних ним і його групою в останні тижні Другої світової війни.
У цій справі британцями також були заарештовані ще 12 обвинувачених. Після довгих розглядів, в ході яких також були ексгумовані останки страчених в таборі в'язнів, 13 серпня 1946 року Віллі Герольда, а також його спільників Карла Гагевальда, Бернгарда Маєра, Карла Шутте, Йозефа Айлера, Германа Брандта та Отто Паллера визнали винними й засудили до смертної кари на гільйотині, решта були виправдані окупаційним судом. Пізніше один вирок був також замінений тюремним ув'язненням. Решту, включаючи Віллі Герольда, стратили 14 листопада 1946 року в міській в'язниці Вольфенбюттеля.

## Нагороди
- Залізний хрест 2-го класу (1944) — за знищення двох британських танків під час Анціо-Неттунської операції.